# Haloframe

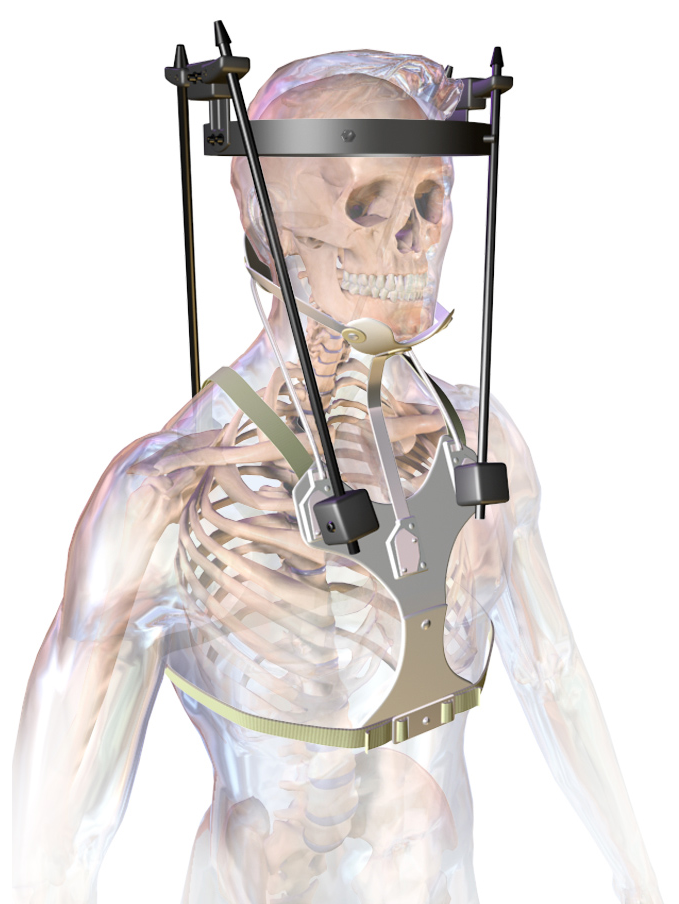
Een 'doorkijk-afbeelding' die toont hoe het frame het skelet ondersteunt.

Een haloframe is een orthopedisch instrument, gebruikt om de halswervels te immobiliseren opdat breuken of verschuivingen kunnen herstellen. Het wordt aangebracht door verschillende schroeven, twee voor het voor- en twee voor het achterhoofd, tegen de schedel aan te draaien waardoor de ring gefixeerd om het hoofd zit. Vanuit de ring om het hoofd lopen vier buizen naar een korset dat om de borst wordt gedragen. Hierbij wordt het hoofd ten opzichte van de borst gefixeerd waardoor bewegingen van de halswervels vrijwel onmogelijk zijn. 
Het haloframe is ontworpen door Dr. Vernon L. Nickels in het Rancho Los Amigos National Rehabilitation Center in 1955. Het ontwerp is later nog verbeterd. Verschillende ziekenhuizen in Nederland bieden informatie over het toepassen van een haloframe.